# Sic transit gloria mundi
Sic transit gloria mundi (с лат. — «Так проходит слава мирская») — крылатое выражение, представляющее собой незначительную переделку текста из книги немецкого философа-мистика Фомы Кемпийского (XV век) «О подражании Христу» (I, 3, 6): «О как скоро проходит мирская слава» (лат. O quam cito transit gloria mundi). 
Эти слова звучат в виде возгласа во время церемонии вступления в сан нового римского папы, перед которым трижды сжигают клочок ткани — в знак того, что всё земное, в том числе получаемые им власть и слава, — призрачно, изменчиво и тленно. Выражение употребляется, когда говорят о чём-либо утраченном (красоте, славе, силе, величии, авторитете и так далее), потерявшем смысл:
1. Имеет употребление, подразумевающее:
- 1) Упадок, гибель, оскудение чего-либо знаменитого, обладавшего в прошлом славою.

Александрия — совсем европейский город. И глядя на эти однообразные серые дома сомнительной архитектуры…, невольно с удивлением и некоторой горечью думаешь: так вот во что обратился город Александра Великого — город, считавшийся в древности самым красивым в мире… Где его библиотека, храмы, дворцы… Sic transit gloria mundi.С. Фонвизин 
- 2) Утрату кем-либо влияния, падение чьей-либо славы.

Просто в один день все знаменитости этой печальной марки проснутся забытыми… Sic transit gloria mundi. И никто не вспомнит их, и никакой репортёр не соблазнится написатьА. Измайлов 
- 3) Расставание с былой красотой, силой, остротой ума.

Жалко было видеть эту поистине великую собаку, превратившуюся в идиота; на охоте он принимался бессмысленно искать…, то вдруг останавливался и глядел на меня напряжённо и тупо — как бы спрашивал меня, что же надо делать… Sic transit gloria mundi!И. С. Тургенев 
- 4) Крушение надежд, иллюзий

— Нас сегодня выгнали из кабака. Нашли меня неприличной… Ужели я настолько не умею себя держать, что не могу быть приличной для кабака?… Медальон, выпив две рюмки, проговорил с комическим пафосом: — Sic transit gloria mundi!Д. Н. Мамин-Сибиряк 
2. — «этим всё и кончилось»:
- Базиль сделал какое-то грандиозное пожертвование на войну и получил один из 20 орденов св. Михаила и стал сэром. Затем он купил казино в Монако и мог играть в рулетку без проигрыша. Здесь он и умер, кажется, в 1935 г., в глубокой старости. Sic transit gloria mundi.А. Н. Крылов [6]

3. — один из символических лозунгов обряда посвящения в масоны.
— Теперь ты видел малый свет, — сказал ему чей-то голос. Потом опять зажгли свечи, сказали, что ему надо видеть полный свет, и опять сняли повязку, и более десяти голосов вдруг сказали: sic transit gloria mundi.Л. Н. Толстой 
Другие примеры употребления в значении, когда говорится о чём-либо утраченном (красоте, славе, силе, величии, авторитете), потерявшем смысл:

 Возле сердитого директора лежали бумажные клочки. Эти клочки полчаса тому назад составляли собой «несколько слов в защиту печати»… Sic transit gloria mundi!
— Чехов А. П. Ревнитель // собр.соч.: В 12 т. - Т.1. — М.: Гослитиздат, 1960. — С. 474.

 Проходя через сени, я взглянул на гроб и читавшую Милютиху. Как я ни напрягал зрения, но не сумел в жёлто-смуглом лице узнать Зину, бойкую, хорошенькую ingenu лухачевской труппы. «Sic transit», — подумал я.
— Чехов А. П. Рассказ без конца // собр.соч.: В 12 т. - Т.4. — М.: Гослитиздат, 1960. — С. 40.